# Clemente Sánchez
Pour les articles homonymes, voir Sánchez.
Clemente Sánchez est un boxeur mexicain né le 9 juillet 1947 à Monterrey et mort le 25 décembre 1978.

## Carrière
Passé professionnel en 1963, il devient champion du monde des poids plumes WBC le 19 mai 1972 après sa victoire par KO au 3e round contre Kuniaki Shibata. Sánchez perd son titre dès le combat suivant face à José Legrá le 16 décembre 1972. Il met un terme à sa carrière en 1975 sur un bilan de 45 victoires, 11 défaites et 3 matchs nuls.

## Référence
1. ↑  (en) 1972-05-19 Clemente Sanchez w co 3 (15) Kuniaki Shibata, Nihon University Auditorium, Tokyo, Japan - WBC (boxrec.com)